# 茶法
茶法（ちゃほう、英: Tea Act）は、イギリスがアメリカ植民地への茶の直送と独占専売権を、東インド会社に与えた法令。茶条令とも言う。

## 概要
茶法は、1773年5月10日にイギリス議会で成立した法律であり、北アメリカの13植民地に対し、東インド会社が通常の関税なしに紅茶を売ることを認めたものである。この結果、植民地の商人や密貿易業者が取り扱う紅茶よりも安い価格で供給することが可能になった。その目的は、インドの凶作で破産寸前まで来ており、ヨーロッパの市場において競争力のない東インド会社を救済することだった。イギリス政府は、13植民地に対して東インド会社による独占的な紅茶輸出を目論んだのである。
茶法は紅茶に対する課税を強化するものではなかった。しかし、事態は裏目にでた。多くの植民地人が密貿易から生活の糧を得ていたので、政府主導で特定の会社に特権的な利益をもたらすような制度を好まなかった。この法の制定は、植民地における紅茶の広範なボイコットにつながり、結果としてボストン茶会事件を引き起こした。ボストン茶会事件とは、自由の息子達を標榜する植民地人達がアメリカ先住民の格好をして集まり、ボストン港に停泊していた東インド会社の船ダートマス、エレノア、およびビーバーから342箱の紅茶を海に投じたものである。この法とイギリス政府によって採られた一連の政策は、イギリス政府に対する植民地人の鬱憤を積もらせることになり、アメリカ独立戦争の多くの原因の一つとなった。

## 茶法のロングタイトル
イギリス議会が採択した茶法のロングタイトルは下記のとおりである。なお、ロングタイトルとは、イギリスの法律でショートタイトル（本稿の場合、茶法、the Tea Act)の次に法の目的や適用範囲を示す長い記述のことであり、その後に法の本文が来る。
イギリスのアメリカにおける植民地または農園すべてに対する紅茶の輸出において関税の引き去りを許可する法;インド会社販売部で売られるボヒー茶の在庫量を増やす法;東インド会社が紅茶を無税で輸出することについて財務委員会が免許を与える権限を与える法。

## 茶法より以前の対植民地政策
- 1764年制定「砂糖法」:砂糖以外にワイン、コーヒー、衣類などに課税を追加した法。アメリカ植民地の強い反対で1766年に撤廃された。
- 1764年制定「通貨法（英語版）」:アメリカで独自の通貨の発行を禁じる法。
- 1765年制定「印紙法」:法的文書、売買契約書などから新聞、トランプに至るまで、あらゆる印刷物に印紙を貼ることを定めた法。この法もアメリカ植民地の強い反対で、1766年に撤廃された。
- 1767年制定「タウンゼンド諸法」:鉛、紙、ペンキ、ガラス、紅茶など日常品の輸入について関税を定めた一連の法。先の法と同様にアメリカ植民地の反対で紅茶に対する関税を除き、1770年に撤廃された。